# 直颚突蛉蛾
直颚突蛉蛾（学名：Neopseustis rectagnatha）一种于中国湖南省城步苗族自治县境内的南山国家公园金童山国家级自然保护区中发现的鳞翅目昆虫，隶属于蛉蛾科蛉蛾属。本种与台湾卵翅蛾（Neopseustis meyricki）和中华蛉蛾（Neopseustis sinensis）相似，但其雄性生殖器的颚形突直，阳茎基环侧突具有h型分叉。